# Canelas (Penafiel)
Canelas é uma aldeia portuguesa sede da Freguesia de Canelas do Município de Penafiel, freguesia com 11,86 km² de área e 1579 habitantes (censo de 2021), tendo, assim, uma densidade populacional de 133,1 hab./km².
Situada na margem direita do rio Douro, Canelas dista 14 km da sede do município.

## Toponímia
Está nos antigos topónimos Vila, Vilarinho, Vila Pouca e Vilar a génese da atual denominação da freguesia. Assim: fundiu-se o nome do lugar principal, Canas, com elas (as vilas), e resultou Canelas.[carece de fontes?]

## História
É povoação de origem muito remota, anterior à nacionalidade, talvez da época castreja. Por aqui passa a via latina que vai até ao monte Mosinho.
No lugar de Canas, onde brotava um bolhão de águas férreas e sulfurosas frias, que nascia no lameiro ou campo das Caldas, quando alguém procurava terra alagadiça em profundos caboucos, encontrou casualmente os alinhamentos das paredes de um balneário romano. Mais tarde, ao proceder-se a uma terraplenagem, começou por aparecer um espólio de uma importante necrópole. Feito o exame aos materiais aparecidos, cacos na sua maioria, concluiu-se tratar—se de uma necrópole pagã-cristã do século III a IV. Foi encontrada também alguma preciosa cerâmica gaulesa ou mesmo arretina.
Canelas esteve em tempos, como foi costume na região, dividida em quintas. De todos, cada qual com a sua importância bem vincada, uma, pelas tradições que a envolvem, merece atenção especial: é a Quinta da Ufe. Na casa da quinta, ressaltam o altar interior e moinhos de água, considerados de construção anterior à fundação de Portugal. Conta-se que teve nas suas origens a casa e quinta de uma D. Ufa Ufes, filha do conde D. Ufo Ufes, governador de Viseu, a qual casou com D. Arnaldo Eris de Baião. Nos finais do século X, D. Arnaldo veio oferecer os seus serviços a Bermudo II de Leão para ajudar a expulsar os Mouros, estabelecendo-se em Baião depois de ter libertado aquele território do jugo sarraceno.
De D. Arnaldo e D. Ufa nasceram D. Guido Arnaldes de Baião e D. Gosende Arnaldes de Baião, fundador da honra de Gosende. Este foi pai de Egas Gosende, pai de Emílio Viegas, pai de Egas Moniz, o aio de D. Afonso Henriques.
Sabe-se que Egas Moniz e seu irmão Mem Moniz possuíram haveres de certo vulto na paróquia de Canelas, decerto no lugar de Ufe, até porque aqui teve bens o mosteiro de Paço de Sousa, fundado pelo seu avô. Todos os descendentes foram devotos e protetores do mosteiro, muito especialmente Egas Moniz, que ali viria a ser sepultado.
Desta família há-de vir também o clássico Francisco Sá de Miranda.
A freguesia de Canelas teve um porto, com uma barca que pagava ao fisco, cada vez que sulcasse o Douro carregada de vinho, um almude dele.
A Capela de S. Pedro, do século XVII (1666), situa-se no local mais elevado do município.

• DESPORTO
Canelas é também casa do histórico Desportivo de Canelas Futebol Clube, fundado em 1966 por um grupo de jovens apaixonados pelo futebol, liderado por António Alves Lourenço, sócio N°1 do clube. O "Canelas" permanece em atividade até aos dias de hoje, continuando a ser um dos mais antigos clubes de futebol do concelho de Penafiel.
A sede do clube situa-se no Estádio de Canelas, para muitos Estádio de Salgueiros, que deu assim nome à avenida que por ele passa, (Avenida do Estádio) no lugar de Salgueiros (a Sudeste da freguesia).
O Desportivo de Canelas, é também conhecido pela vibrante e numerosa massa adepta que possui, conhecidos como os Canelenses.
Conquistou a 5 de Maio de 2024 o campeonato da Associação de Futebol Amador de Penafiel (Cruzeiro 2-3 Canelas), sendo o atual Campeão da competição.
Sete dias depois, a 12 de Maio de 2024 em pleno Estádio Municipal 25 de Abril conquista a Taça Agrival, (Canelas 2-1 Cruzeiro), fazendo assim a Dobradinha.
A 13 de Agosto de 2024 anuncia a entrada na Associação de Futebol do Porto, estreando-se a 15 de Setembro de 2024, (Canelas 4-4 Rans).

## Demografia
A população registada nos censos foi:
| Distribuição da População por Grupos Etários | Distribuição da População por Grupos Etários | Distribuição da População por Grupos Etários | Distribuição da População por Grupos Etários | Distribuição da População por Grupos Etários |
| -------------------------------------------- | -------------------------------------------- | -------------------------------------------- | -------------------------------------------- | -------------------------------------------- |
| Ano                                          | 0-14 Anos                                    | 15-24 Anos                                   | 25-64 Anos                                   | > 65 Anos                                    |
| 2001                                         | 399                                          | 284                                          | 894                                          | 203                                          |
| 2011                                         | 287                                          | 220                                          | 932                                          | 210                                          |
| 2021                                         | 195                                          | 196                                          | 889                                          | 299                                          |

## Património
- Igreja de São Mamede (matriz)
- Capelas de São Pedro, de São Sebastião, de São João e de São Bento
- Vestígios do solar da D. Ufa
- Casas de Friende e de Santa Cruz
- Alto de São Pedro
- Quinta da Belavista
- Vestígios arqueológicos
- Parque eólico da Boneca